# Cirkewní Listy
Cirkewní Listy egy szlovák nyelven megjelenő egyházi, evangélikus lap volt a Magyar Királyságban. 1863 és 1875 között jelent meg. Kiadásának helye több alkalommal is változott, azok között szerepel Pest, Bécs és Szakolca is. A lapot Jozef Miloslav Hurban szerkesztette.